# Kiskunhalas
Kiskunhalas er en by i det sydlige Ungarn med 26.009(2024) indbyggere. Byen ligger i provinsen Bács-Kiskun.